# 홍재룡
홍재룡(洪在龍, 1794년 11월 6일(음력 10월 13일) ~ 1863년 2월 21일(음력 1월 4일))은 조선의 문신이자 국구이다. 헌종의 장인으로, 헌종의 계비 효정왕후의 아버지이다.

## 생애
1794년(정조 18) 11월 6일에 태어났다. 아버지는 공조판서를 지낸 홍기섭이며, 어머니는 장지면(張至冕)의 딸이다. 본관은 남양(당홍계)이며, 자는 경견(景見)이다.
1831년 3월 6일(순조 31년 음력 1월 22일) 아버지 홍기섭의 배임지인 함열현에서 딸(훗날의 효정왕후)을 낳았다. 1835년(헌종 1년) 증광문과에 급제하여 대호군이 되었으며, 1838년 8월 18일(헌종 4년 음력 6월 29일) 창덕궁 인정전에서 열린 한림소시에 뽑히고, 1842년 3월 15일(헌종 8년 음력 2월 4일)에는 홍문록에 선발되었다. 이어 성균관 대사성, 이조참판, 병조판서, 금위대장 등 수많은 관직을 두루 역임하였다.
1843년(헌종 9년) 헌종의 정비 효현왕후가 훙서한 이듬해인 1844년(헌종 10년) 순원왕후에 의해 그의 딸이 헌종의 계비로 간택되었으며, 이때 홍재룡은 영돈녕부사 및 익풍부원군에, 아내 안씨는 연창부부인에 봉해졌다. 또 아버지 홍기섭의 자급도 한 단계 올라갔다.
이후 철종 연간에는 실록청지사가 되어 《헌종실록》의 편찬 책임자가 되었다. 그 외에도 훈련대장 및 어영대장, 수원부유수 및 광주부유수 등을 지내다가, 1863년 2월 21일(철종 14년 음력 1월 4일)에 향년 70세를 일기로 사망하였다. 사후 영의정에 추증되었으며, 시호는 익헌(翼獻)이다. 부인 죽산 안씨와의 사이에서 딸 효정왕후를 비롯해 2남 2녀를 두었다.

## 가족 관계
본가
- 아버지 : 홍기섭 (洪耆燮, 1781 ~ 1866)
- 어머니 : 덕수 장씨 (張氏, 1781 ~ 1824)

처가
- 장인 : 안광직 (安光直, 1775 ~ 1861)
  - 아내 : 연창부부인 죽산 안씨 (延昌府夫人 安氏, 1814 ~ 1883[9])
    - 장녀 : 효정왕후 (孝定王后, 1831 ~ 1904)
    - 장남 : 홍종석 (洪鍾奭, 1834 ~ 1870[10])
    - 차녀 : 이름 미상
    - 차남 : 홍종선 (洪鍾善, 1854 ~ ?)[11]

## 기타
- 육군사관학교 육군박물관에 홍재룡이 쓴 간찰이 전시되어 있다. 이 간찰은 1848년 홍재룡이 다른 관리에게서 물건과 편지를 받자 그에 대해 감사하는 내용이며, 11줄의 행서체로 된 편지글이다[12]. 한편 같은 날 같은 내용으로 아버지 홍기섭이 작성한 간찰도 같은 박물관에 전시되어 있다[13].

## 참고 자료
- 《헌종실록》
- 《철종실록》
- 《남양 홍씨 남양군파 세보》